# Krške i evaporitne špilje Sjevernih Apenina
Krške i evaporitne špilje Sjevernih Apenina je serija lokaliteta svjetske baštine koji se sastoji od devet područja krša sa špiljama na sjeveru Apeninskog gorja, u talijanskim pokrajinama Reggio Emilia, Bologna, Ravenna i Rimini, u talijanskoj regijiEmilia-Romagna.
Područje uključuje vrlo visoku gustoću špilja: preko 900 špilja na relativno malom području, s ukupno preko 100 km špilja. To je prvi i najbolje proučeni evaporitni krš na svijetu, o kojemu je akademsko istraživanje započeto u 16. stoljeću. Također, područje uključuje neke od najdubljih gipsanih špilja koje postoje, a dosežu 265 metara ispod površine. Ali i špiljski sustav Spipola-Aquafredda-Prete Santo koji ima evaporitsku špilju s najvećim vertikalnim padom na svijetu (-265 m), najveću kršku špilju nastalu površinskom vodom na svijetu (7 km) i najveći krški izvor soli u Europi. Zbog toga je 2023. godine ovo područje upisano na UNESCO-ov popis mjesta svjetske baštine u Europi.

## Odlike
Krške i evaporitne špilje Sjevernih Apenina se nalaze u vrlo uskom pojasu okomitih litica koje izranjaju iz okolnih glina. To su prva i najbolje proučena evaporitna (nastala isparavanjem) krška područja koja su odigrala ključnu ulogu u povijesnom razumijevanju gipsanog krša i evolucije te doprinijela ranom razvoju speleologije, mineralogije i hidrogeologije.
Evaporitne stijene ovog područja taložene su u dva različita geološka razdoblja: raspadu superkontinenta Pangee (prije oko 200 milijuna godina) i tijekom ekološke katastrofe kada je Sredozemno more uglavnom isparilo (prije oko 6 milijuna godina). Sadašnji špiljski sustavi razvili su se u ove dvije formacije, tijekom posljednjih pola milijuna godina.
U sjevernim Apeninima nalazimo primjere mineraloške evolucije gipsa, uključujući njegovu transformaciju u anhidrit i alabaster, te mnogih speleotema (geološke formacije kao što su stalaktiti i stalagmiti) i minerala, koji odražavaju složene odnose između stijena, hidrogeologije i klime. Područje također sadrži neobično visoku gustoću površinskih krških oblika, najveće opisane gipsane stošce (promjera 2 m i visine 2 m), kao i slane izvore i hipogejske zavoje.
Mnoge su špilje istražene od prapovijesti, a njihova povezana povijesna vrijednost uključuje i to što su jedno od prvih područja iskapanja lapis specularisa (selenit), zapanjujućih prozirnih kristala koji su se u rimsko doba koristili kao staklo.

## Popis zaštićenih lokaliteta
| ID (UNESCO) | Slika | Naziv                                   | Općine                                         | Površina (ha) | Koordinate                                          | Bilješke |
| ----------- | ----- | --------------------------------------- | ---------------------------------------------- | ------------- | --------------------------------------------------- | --- |
| 1692-001    |       | Alta Valle Secchia                      | Castelnovo ne' Monti, Ventasso, Villa Minozzo  | 1.596.001     | 44°22′47.8″N 10°23′20.1″E / 44.379944°N 10.388917°E | Na ovom području se nalaze dva zaštićena područja. Prvi je Gessi Triassici („Gips trijasa”) koji zbog visoke topljivosti gipsa ima mnoge površinske (vrtače, provalije i drugi erozivni objekti) i podzemne (špilje, vrtače i izranjanja) krške formacije; Ovo područje dom je izvorima Poiano, najvećim krškim izvorima u Emiliji-Romagni. Drugi je „Nacionalni park Appennino Tosco-Emiliano”. |
| 1692-002    |       | Bassa collina reggiana                  | Albinea, Vezzano sul Crostolo, Viano           | 273,68        | 44°35′6″N 10°35′56″E / 44.58500°N 10.59889°E        | U ovom području postoji lokalno zaštićeno područje „Ca' del Vento, Ca' del Lupo i Gessi di Borzano” |
| 1692-003    |       | Gessi di Zola Predosa                   | Zola Predosa                                   | 57.349        | 44°27′40″N 11°13′13″E / 44.46111°N 11.22028°E       | U ovom području postoji lokalno zaštićeno područje „Gessi di Monte Rocca, Monte Capra e Tizzano” gdje se nalaze kamenolomi gipsa. |
| 1692-004    |       | Gessi Bolognesi                         | Pianoro, San Lazzaro di Savena                 | 237.225       | 44°26′11.5″N 11°23′42.4″E / 44.436528°N 11.395111°E | „Regionalni park Bolonjska kreda i pustoši Abbadessa” zaštićeno je prirodno područje koje se proteže duž nižih padina bolonjskih brda gipsa. Ovdašnji gips se koristio od prapovijesti, o čemu svjedoče tragovi vađenja i obrade u špiljama Calindri (paleolitik) i Farneto (brončano doba), a zatim u rimsko doba u građevinske svrhe: brojne zgrade u rimskoj Bononiji (Bologna) i prvi gradski zidovi bili su izgrađeni od ovdašnjeg gipsa selenita. |
| 1692-005    |       | Vena del Gesso Romagnola, Monte Penzola | Borgo Tossignano                               | 69,9          | 44°16′44″N 11°34′22″E / 44.27889°N 11.57278°E       | Regionalni park Vena del Gesso Romagnola (Gipsane vene Romagne) zaštićeno je prirodno područje površine preko dvije tisuće hektara koje se ističe u Sjevernim Apeninima kao jedini planinski lanac sastavljen gotovo isključivo od gipsa. Područje je bogato vrtačama, jarugama, visoravnima, slijepim dolinama i stjenovitim liticama, a ima i brojna mjesta gdje se događaju erupcije mlazova pare. Postoje i duboki izdanci endogenih plinova, koji se nalaze do 40 metara pod zemljom. U špiljama (ukupne duljine veće od 40 km) se nalaze pizoliti, rijetke konkrecije kalcita. Od termalnih izvora vode najpoznatiji je onaj uz Rio Ferrato, nedaleko od rijeke Senio, koji je hiperslana voda koja sadrži sumporovodik |
| 1692-006    |       | Vena del Gesso Romagnola, Monte Casino  | Borgo Tossignano, Casola Valsenio, Riolo Terme | 281.352       | 44°15′49″N 11°37′56″E / 44.26361°N 11.63222°E       | Krški sustav Monte del Casino, jedna je od najvećih krških struktura u Vena del Gesso, ostao je netaknut aktivnostima kamenoloma, a sastoji se od 7 glavnih špilja u dužini od više od 4 km. |
| 1692-007    |       | Vena del Gesso Romagnola, Monte Mauro   | Brisighella, Casola Valsenio, Riolo Terme      | 961.763       | 44°14′17″N 11°42′24″E / 44.23806°N 11.70667°E       | Monte Mauro je najviši vrh Vena del Gesso Romagnola (515 m), formacije koja presijeca planinski greben koji odvaja dolinu rijeke Senio (na zapadu) od doline njezine glavne pritoke, bujice Sintria (na istoku). Tu se nalazi Krški sustav gipsa Rontana i Castelnuovo (zapadno od gipsa Brisighella, u području Castelnuova) koji predstavlja primjer aktivnog podzemnog kolektora, čije poznate špilje (njih 47) imaju ukupni razvoj od približno 4 km. |
| 1692-008    |       | Evaporiti di San Leo                    | San Leo                                        | 119,35        | 43°55′5″N 12°20′45″E / 43.91806°N 12.34583°E        | |
| 1692-009    |       | Gessi di Onferno                        | Gemmano                                        | 84,46         | 43°52′30″N 12°32′51″E / 43.87500°N 12.54750°E       | Prirodni rezervat Onferno je zaštićeno prirodno područje koje je najpoznatije po svojim krškim špiljama i brojnim kolonijama šišmiša kojima su dom. |

## Poveznice
Najslavniji krš na svijetu:
- Nacionalni park Phong Nha Ke Bang i zaljev Hạ Long, Vijetnam
- Gunung Mulu, Malezija
- Južnokineski krš (Kina)
- Krške špilje Aggteleka i Slovačkog krša (Mađarska i Slovačka)
- Škocjanske jame, Slovenija
- Tsingy de Bemaraha, Madagaskar